# Google Ads
Google Ads (dříve Google AdWords, neoficiálním překladem Google Reklamy) je online reklamní služba, díky které mohou inzerenti oslovit reklamou potenciální zákazníky v síti Google. Google Ads je jedním z důležitých příjmů Googlu. V roce 2012 činily celkové příjmy společnosti z reklamy 43,7 mld. USD. Příjmy Google z reklamy každoročně rostou, v roce 2019 to bylo již 134,8 mld. USD (téměř 71 % celkových příjmů společnosti Google).
Google Ads funguje na principu ceny za prokliky (pay-per-click, PPC), ale nabízí i další způsoby platby jako například cenu za zobrazení či cenu za zhlédnutí videa.
Google Ads jsou cestou, jak nakoupit vysoce cílenou reklamu placenou za prokliky (PPC), bez ohledu na velikosti rozpočtu. Reklamy z Google Ads se zobrazují nad nebo pod výsledky vyhledávání Google, produktové reklamy Shopping Ads se mohou zobrazovat i v pravém sloupci podél výsledků vyhledávání. Reklamy Google se zobrazují na vyhledávacích a obsahových stránkách jeho partnerů, tzv. partnerské síti Google AdSense.
Výhodou pro firmy je, že neplatí za dané zobrazení reklamy potenciálnímu zákazníkovi, ale platí až za proklik reklamy. Reklamy můžeme cílit podle základních geografických (země, kraj, město), demografických (věk, pohlaví), technologických (typ zařízení), časových (hodina dne, den v týdnu) a behaviorálních (zájmy o koupi, četnost nákupů – zejména v rámci remarketingových publik a pro e-mailingovou segmentaci) proměnných.

## Jak funguje aukce v Google Ads?
Pokud vyhledávaný dotaz odpovídá klíčovému slovu v kampani a jsou splněny další podmínky (geografické umístění, den v týdnu atd.), reklama vstoupí do aukce. Aukce určí, zda reklamu vůbec zobrazí, na jaké pozici bude reklama zobrazena, kolik bude stát proklik.
V průběhu aukce se vypočítá tzv. Ad Rank, který závisí na maximální nabídce za proklik, skóre kvality a použitých rozšíření reklam. Inzerent vždy zaplatí o 0,01 Kč více než inzerent o jednu pozici níže.